# Brisac(…)
Brisac[…] war ein antiker römischer Toreut (Metallhandwerker), der um das Jahr 100 wahrscheinlich in Niedergermanien tätig war.
Brisac[…] ist heute nur noch aufgrund eines unvollständig erhaltenen Signaturstempels auf einem Bronzesieb bekannt. Dieses wurde im Kurgan Nummer 4 in Olanesti, damals Moldawische SSR, gefunden. Heute befindet sich das Sieb in der Sammlung der Instituts für Geschichte der Russischen Akademie der Wissenschaften.

## Einzelbelege
1. ↑  Richard Petrovszky: Studien zu römischen Bronzegefäßen mit Meisterstempeln. Leidorf, Buch am Erlbach 1993, S. 212, Nr. B.04.01.

| Personendaten    | Personendaten            |
| ---------------- | ------------------------ |
| NAME             | Brisac[…]                |
| KURZBESCHREIBUNG | antiker römischer Toreut |
| GEBURTSDATUM     | 1. Jahrhundert           |
| STERBEDATUM      | 2. Jahrhundert           |